# Philippe Thiébaud
Pour les articles homonymes, voir Thiébaud.
Philippe Thiébaud est un diplomate français. 

## Biographie
Diplômé de Sciences Po et ancien élève de l'ENA, il commence sa carrière auprès des Nations unies de 1994 à 1999. En 1999, il prend le poste de gouverneur pour la France de l'Agence internationale de l'énergie atomique (AIEA) à Vienne, en Autriche.
Il exerce la fonction d'ambassadeur de France en Corée du Sud de 2005 à 2009, avant d'être nommé directeur des biens publics mondiaux au Quai d'Orsay. En 2019, il est nommé ambassadeur de France en Iran.